# Lamprodila gautieri
Lamprodila gautieri es una especie extinta de escarabajo barrenador metálico del género Lamprodila, de la familia Buprestidae, orden Coleoptera.

## Distribución
Se distribuía por la región paleártica.

## Taxonomía
Fue descrita por Bruyant en 1902.